# Ногино (Ивановская область)
Ногино — село в Приволжском районе Ивановской области, входит в состав Плёсского городского поселения.

## География
Расположено в 11 км на юг от города Плёса и в 11 км на восток от райцентра города Приволжск.

## История
В начале XVIII века по административно-территориальному делению село входило в Костромской уезд в Плесский стан. По церковно-административному делению приход относился к Плесской десятине. В 1705 году бил челом великому государю в Поместном Приказе Иван Васильев сын Чадуев: "поместейцо у меня в Плеском стану сельцо Ногино, а в том моем сельце церкви Божии не бывало, а приходския церкви удалены и ныне я обещался в том сельце построить церковь во имя Николая чуд. и даю к той церкви из поместья своего пашни 10 четьи и сенных покосов, против указу". 5 января 1707 года выдан антиминс ... в село Ногино в вотчину Ивана Васильевича Чадуева в новопостроенную церковь Николая чудотворца, тож церкви дьякон Парамон антиминс взял и расписался. Каменная Николаевская церковь с колокольней была построена в 1809 году действительным статским советником Алексеем Коптевым на его средства. Престолов было три: в холодной в честь Феодоровской иконы Божией Матери, в теплой — правый во имя святителя Николая Чудотворца и левый в честь Казанской иконы Божией Матери.
В конце XIX — начале XX века село являлось центром Ногинской волости Нерехтского уезда Костромской губернии, с 1918 года — Иваново-Вознесенской губернии.
С 1929 года село входило в состав Креневского сельсовета Середского района Ивановской области, с 1946 года — в составе Приволжского района, с 1963 года — в составе Фурмановского района, с 1974 года — в составе Филисовского сельсовета, с 1977 года — в составе Плесского сельсовета, с 1983 года — вновь в составе Приволжского района, с 2005 года — в составе Плёсского городского поселения.

## Население
| 1872 | 1897 | 1907 | 2002 | 2010 |
| ---- | ---- | ---- | ---- | ---- |
| 197  | ↘158 | ↘150 | ↘84  | ↘44  |